# Orquesta Sinfónica de Milán Giuseppe Verdi
La Orquesta Sinfónica de Milán Giuseppe Verdi (en italiano, Orchestra Sinfonica di Milano Giuseppe Verdi). es una orquesta italiana con sede en Milán, que fue fundada en 1993. La agrupación se autodenomina coloquialmente La Verdi. Su sala de conciertos habitual es el Auditorium di Milano Fondazione Cariplo.

## Historia
La orquesta fue fundada en 1993 como una organización independiente y autónoma por Vladimir Delman. En 1998 se creó el Coro Sinfónico Giuseppe Verdi di Milano, como agrupación coral afiliada a la orquesta.
En 2002 la orquesta fue residente en el Festival de los Dos Mundos de Espoleto. Durante su primera gira europea tocó en Francia, España, Portugal y Suiza. En 2004 se convirtió en la orquesta residente del Festival delle Nazioni de Città di Castello. La orquesta ha realizado giras por toda Italia, como la del otoño de 2006. El 24 de abril de 2008 actuaron para el papa Benedicto XVI y el presidente de la República Italiana, Giorgio Napolitano, con motivo del tercer aniversario del pontificado de Benedicto XVI. En 2008 participaron en la Gala de Ópera "World Stars", interpretando arias de óperas de Verdi y Puccini.
El primer director musical fue Riccardo Chailly, cuyo mandato se extendió de 1999 a 2005. Combinó este cargo con el de director titular de Orquesta Real del Concertgebouw de Ámsterdam, cargo que ocupó durante dieciséis años y al mismo tiempo fue director musical del Teatro Comunale de Bolonia. Actualmente ostenta ahora el título de director laureado.
Claus Peter Flor fue nombrado principal director invitado en 2003. Rudolf Barshai fue nombrado director laureado en 2006. Entre los principales directores invitados figuran Helmuth Rilling y Wayne Marshall. 
Entre 2009 y 2016 Xian Zhang fue directora musical. Su nombramiento se anunció en marzo de 2009 y fue la primera mujer en ocupar este cargo en una orquesta sinfónica italiana. En la actualidad ostenta el título de direttore emerita (directora emérita) con la orquesta.
Desde 2017 Claus Peter Flor ha ejercido como director musical. Su nombramiento se hizo público en junio de 2017 para comenzar a partir de la temporada 2017-2018, con un contrato inicial de 3 años. Su relación con la orquesta se remonta al periodo de 2003 a 2008, en que fue nombrado principal director invitado por invitación personal de Chailly. Durante aquel tiempo trabajó con intensidad y profundidad sobre el repertorio de Europa central.
Actualmente, Andrey Boreyko ocupa el cargo de director residente, junto a Lucas y Arthur Jussen como artistas residentes, y Silvia Colasanti como compositora residente.

## Directores
- 1999–2005 Riccardo Chailly, actualmente director laureado.
- 2009–2016 Xian Zhang, actualmente directora emérita.
- 2017– Claus Peter Flor

## Discografía selecta
- 2000 – Verdi: Heroines. Riccardo Chailly (Decca, DDD).
- 2000 – Verdi: Messa Solenne. Riccardo Chailly (Decca, DDD 00289 467 2802).
- 2001 – Cinema Italiano. Lucio Dalla, Deborah Harry, Filippa Giordano, Luciano Pavarotti & Sting; Luis Bacalov (Decca, 467 050-2).
- 2002 – Sacred Song. Plácido Domingo; Marcello Viotti (DG, DDD).
- 2003 – Shostakóvich: Sinfonías n.º 5 & 6. Oleg Caetani (Arts music).
- 2003 – Maderna: Grande Aulodia. Sandro Gorli (Stradivarius, DDD).
- 2003 – Maderna: Liriche su Verlaine. Sandro Gorli (Stradivarius, DDD).
- 2003 – Theater Brass at Cinecittà. David Short, Ensemble di ottoni e di percussioni de La Verdi (Beat).
- 2003 – Rota: Lo scoiattolo. Erna Collaku, Francesco Palmieri, Luciano Miotto; Giuseppe Grazioli (La bottega discantica, DDD).
- 2003 – Puccini: Integrale per quartetto d'archi (Decca, DDD).
- 2003 – Shostakóvich: Sinfonía n.º 7. Oleg Caetani (Arts music).
- 2003 – Donizetti: Una furtiva lagrima. Juan Diego Flórez; Riccardo Frizza (Decca, DDD 00289 473 4402).
- 2003 – Rossini Arias. Juan Diego Flórez. Riccardo Chailly (Decca, DDD 00289 470 0242 ).
- 2003 – Verdi Discoveries. Riccardo Chailly (Decca, DDD 00289 473 7672).
- 2003 – Rossini Discoveries. Laura Giordano, Ildar Abdrazakov, Michele Pertusi. Riccardo Chailly (Decca, DDD).
- 2003 – Puccini Discoveries. Taigi, Calleja, Mastromarino, Urbanova, Volonté. Riccardo Chailly (Decca, DDD 00289 475 3202).
- 2004 – Ramón Vargas, Between Friends. Vjekoslav Sutej (RCA).
- 2004 – Joseph Calleja, Tenor Arias. Riccardo Chailly (Decca, DDD 00289 470 6482).
- 2004 – Sempre libera. Anna Netrebko; Claudio Abbado (DG).
- 2004 – Shostakóvich: Sinfonías n.º 9 & 10. Oleg Caetani (Arts music).
- 2004 – Shostakóvich: Sinfonía n.º 4. Oleg Caetani (Arts music).
- 2004 – Great Tenor Arias. Juan Diego Flórez. Carlo Rizzi (Decca, DDD 00289 475 5502).
- 2004 – Puccini: Arie. Anton Coppola (EMI Classics).
- 2004 – Berio: Orchestral transcriptions. Riccardo Chailly (Decca, DDD 00289 476 2830).
- 2005 – Shostakóvich: Sinfonía n.º 8. Oleg Caetani (Arts music).
- 2005 – Shostakóvich: Sinfonía n.º 11. Oleg Caetani (Arts music).
- 2006 – Shostakóvich: Sinfonías de cámara n.º 1-5. Rudolf Barshai (Brilliant Classics, EAN Code 5029365821223).
- 2006 – Forbidden Love. Roberto Rizzi Brignoli (Sony Classical).
- 2006 – Shostakóvich: Sinfonías n.º 2 & 12. Oleg Caetani (Arts music).
- 2006 – Shostakóvich: Sinfonía n.º 13 "Babi Yar". Oleg Caetani (Arts music).
- 2006 – Shostakóvich: Sinfonías n.º 1, 10 & 15. Oleg Caetani (Arts music).
- 2006 – Shostakóvich: Sinfonías n.º 3 & 14. Oleg Caetani (Arts music).
- 2006 – Shostakóvich: Sinfonías completas. Oleg Caetani (Arts music).
- 2008 – Giordano: Andrea Chénier. Vjekoslav Sutej (Universal DDD).
- 2008 – "Cielo e mar". Daniele Callegari (DG, 477 7224).
- 2008 – Hindemith: La Storia di Tuttifäntchen (Christmas fable). Fabrizio Dorsi (La bottega discantica).
- 2008 – Verdissimo Arias by Giuseppe Verdi. Oleg Caetani (Warner Music).
- 2008 – Andrea Bocelli: Incanto. Steven Mercurio (Sugar Music).

## Premios y reconocimientos
- En 2000 su disco Verdi: Heroines (Riccardo Chailly; Decca). ganó los premios Gramophone, People's Choice de Classic FM, Choc del año.
- En 2006 su disco Shostakóvich: Complete Symphonies (Oleg Caetani; Arts), obtuvo la valoración más alta 10/10 en Classics Today, 4 ffff de la revista Télérama.